# Kreisgericht Posen
Das Kreisgericht Posen war von 1849 bis 1878 ein preußisches Kreisgericht mit Sitz in Posen.

## Geschichte
In Posen bestand bis 1849 das Land- und Stadtgericht Posen. Nach der Märzrevolution wurde dieses Gericht aufgehoben und in der ganzen Provinz Posen einheitlich Kreisgerichte gebildet. In Posen entstand so das Kreisgericht Posen. Es war eines von 16 Kreisgerichten im Sprengel des Appellationsgerichts Posen.
Der Sprengel des Kreisgerichts Posen umfasste den Kreis Posen mit den Städten Posen, Schwersenz und Stenschewo mit 95.345 Gerichtseingesessenen (1861). Das Kreisgericht Posen war Schwurgericht für die Kreisgerichte Posen, Rogasen, Samter, Schrimm, Schroda und Wreschen. Gerichtstage wurden in Stenschewo gehalten. Das Gericht bestand aus einem Direktor und 21 Kreisrichtern.
Im Rahmen der Reichsjustizgesetze wurde das Gerichtswesen in Deutschland 1879 vereinheitlicht. Damit wurde das Kreisgericht Posen aufgehoben und das königlich preußische Amtsgericht Posen mit Wirkung zum 1. Oktober 1879 als eines von neun Amtsgerichten im Bezirk des Landgerichtes Posen als Nachfolger gebildet.